# Vincenzo Giummarra
Vincenzo Giummarra (Ragusa, 9 maggio 1923 – Roma, 26 ottobre 2010) è stato un politico italiano, ex presidente della Regione Siciliana e già parlamentare europeo.

## Biografia
Assistente di Diritto Processuale Penale all'Università di Catania. Consigliere ed assessore del Comune di Ragusa e segretario provinciale della Democrazia Cristiana di Ragusa dal 1952 al 1955, quando divenne Segretario amministrativo regionale del suo partito. Sempre nel 1955 viene eletto deputato all'Assemblea regionale siciliana nel collegio di Ragusa per la DC. Rieletto nel 1959 e nel 1963, quando diviene vice presidente dell'Assemblea. Ancora confermato nel 1967, diviene per poco più di un mese presidente della Regione, e poi è assessore all'Agricoltura dal 1969 al 1970. Rieletto all'Ars nel 1971, nel 1972 torna presidente della Regione, stavolta fino al marzo 1974.
Nel 1976 rinuncia a candidarsi ed è nominato presidente della Cassa centrale di risparmio Vittorio Emanuele per le province siciliane.
È stato poi eletto europarlamentare alle elezioni europee del 1979 per la DC, e riconfermato nel 1984 per le liste della DC. È stato presidente della Delegazione per le relazioni con i paesi dell'Asia del Sud, vicepresidente della Delegazione per le relazioni con gli Stati Uniti, membro della Commissione per le relazioni economiche esterne e della Commissione per la politica regionale e l'assetto territoriale.
Ha aderito al gruppo parlamentare del Partito Popolare Europeo.

## Carriera politica
- Presidente

26.10.1987 / 24.07.1989: Delegazione per le relazioni con i paesi dell'Asia del Sud  
- Vicepresidente

11.04.1983 / 23.07.1984: Delegazione per le relazioni con gli Stati Uniti 
12.02.1985 / 20.01.1987: Delegazione per le relazioni con gli Stati Uniti  
- Membro

20.07.1979 / 20.01.1982: Commissione per le relazioni economiche esterne;
21.01.1982 / 24.07.1989: Commissione per la politica regionale e l'assetto territoriale;  
26.07.1984 / 20.01.1987: Commissione per il controllo di bilancio;
21.01.1987 / 24.07.1989: Delegazione per le relazioni con gli Stati Uniti.